# Autopsia a un supuesto extraterrestre
Autopsia a un extraterrestre es una grabación  fraudulenta que recreaba un supuesto examen médico que se le habría practicado a un alienígena, tras el incidente ovni de Roswell en julio de 1947, ocurrido en el estado Nuevo México.
La grabación ganó notoriedad en 1995, cuando Ray Santilli, un emprendedor relacionado con el mundo de los vídeos que vivía en Londres, presentó un film de 48 minutos que mostraba la supuesta autopsia.
En 1995 el cortometraje fue vendido a cadenas de televisión internacionales y emitida con altos niveles de audiencia en más de 32 países. No obstante, en 2006 Santilli afirmó que la película era “parcialmente” genuina, afirmando que era la reconstrucción de un filme perdido que mostraba la autopsia real de un alienígena que él habría visto anteriormente y que unos pocos cuadros incrustados en su video provenían del original. Luego de su declaración, la película de Santilli es mayoritariamente considerada un fraude. Mientras que es desacreditada por la mayoría de los analistas, la creencia de que se habría realizado por lo menos una autopsia a un extraterrestre forma un componente central de varias teorías de conspiración relacionadas al fenómeno (ovnis). El metraje también ganó su lugar dentro de la cultura popular, sin entrar en discusiones acerca de la dudosa legitimidad de las imágenes mostradas en la cinta. 

## La película de Santilli
En 1995, Santilli desató una controversia mundial cuando alegó tener un cortometraje de una “autopsia alienígena”, la cual habría sido filmada en secreto por militares estadounidenses poco después del supuesto impacto de una nave extraterrestre en Nuevo México en julio de 1947, en lo que tiempo después se convertiría en el mundialmente famoso incidente OVNI de Roswell de julio de 1947. Santilli presentó por primera vez su película de 17 minutos el 5 de mayo de 1995 en el Museo de Londres, ante una audiencia invitada compuesta por representantes de algunos medios, ufólogos y algunas otras personas. La filmación, muestra a unos doctores realizando una autopsia al cuerpo de un alienígena, sería posteriormente emitido en más 30 países de todo el mundo.

## Emisión en Estados Unidos
La cadena de televisión Fox Broadcasting Company emitió la impactante filmación en los Estados Unidos el 28 de agosto de 1995 bajo el título Alien Autopsy: Fact or Fiction (“Autopsia alienígena: Hecho o ficción”). El programa causó sensación, y hasta la tradicionalmente conservadora revista política Time, la cual declaró en su momento que la filmación había desatado un debate “con una intensidad no prodigada en ningún hogar desde la película de Zapruder” (la cual, por su parte, contiene escenas del asesinato del presidente estadounidense John Fitzgerald Kennedy en la ciudad texana de Dallas, el 22 de noviembre de 1963).
Fox reemitió el programa dos veces, cada vez con mayor índice de audiencia, y en noviembre de 1995 volvió a ganar en su franja horaria, con 11,7 millones de televidentes y un porcentaje (market share) del 14%.
Aunque en la versión transmitida algunas partes de la autopsia fueron pixeladas o editadas debido a su naturaleza gráfica (básicamente respecto de los genitales del supuesto alienígena), las ediciones antes mencionadas tienen lo que Santilli afirmaba que es la película completa y sin editar, más el cortometraje anteriormente no liberado presentado como los restos de la supuesta nave extraterrestre que se habría estrellado en Roswell (Nuevo México) en julio de 1947.
El programa de Fox mostró a varias figuras conocidas tanto frente a la cámara como detrás de la misma. Las entrevistas con expertos acerca de la autenticidad de la película incluyeron a Stan Winston (artista de efectos especiales galardonado con un Óscar de la Academia), al cinematógrafo Allen Daviau y al destacado patólogo forense Cyril Wecht. Este último consideró que los procedimientos realizados en la autopsia “eran auténticos” pero no quiso aventurar una opinión acerca de si creía que se trataba de la de un extraterrestre.
El director cinematográfico John Jopson estaba involucrado con el productor Robert Kiviat para dirigir varias porciones del especial de Fox sobre al supuesta autopsia un extraterrestre, incluyendo la entrevista a Santilli. No obstante Jopson declaró con posterioridad que él comenzó a sospechar inmediatamente luego de encontrarse con Santilli en Londres y luego de realizar una investigación adicional, les comentó tanto a Fox como a Kiviat que él creía que “toda la cosa era un fraude” (the whole thing was a fraud). y explicaron su respuesta de la siguiente manera:

Resultó entonces claro para mí que si el metraje era expuesto como un fraude (hoax) antes de que el programa fuese emitido, los índices de audiencia sufrirían.

Jopson entonces pidió los servicios de uno de sus amigos, el reconocido investigador privado William Dear, pero otra vez, según Jopson, Dear fue apartado por los productores por temor a que este lograrse exponer el engaño antes de la fecha de emisión de la cinta, por lo que este último solo se limitó a investigar al “misterioso camarógrafo”.
Dos de los participantes del programa afirmaron que sus observaciones fueron distorsionadas: Tanto Kevin Randle como Stan Winston, quienes son destacados investigador y autor sobre el fenómeno OVNI respectivamente, afirmaron que habían claramente declarado en sus entrevistas que ellos creían que la filmación era un engaño, pero sus declaraciones fueron editadas y eliminadas. Sus afirmaciones fueron adicionalmente apoyadas por una declaración de 1999 de Jopson en la que describió los argumentos y discusiones que tuvieron “detrás de la escena” en la sala de edición. El especial llegó a convertirse en uno de los más vistos programas emitidos por el canal Fox de ese tiempo.

## El reconocimiento del fraude
En 2006, los sucesos que habían rodeado a la liberación de la cinta fueron adaptados en una película cinematográfica hecha y derecha, titulada justamente Alien Autopsy, la cual es una comedia británica escrita por William Davies y dirigida por Jonny Campbell. El filme hizo una reconstrucción humorística del de Santilli, basándose en las declaraciones de este último, aunque sin emitir un claro juicio de valor acerca de la veracidad de sus reclamos.
El 4 de abril de 2006, dos días antes del lanzamiento de dicho filme en el cine, el canal privado Sky transmitió un documental titulado Eamonn Investigates: Alien Autopsy, el cual fue presentado por Eamonn Holmes. En este programa, Ray Santilli y su compañero de producción Gary Shoefield admitieron que su película era solo parcialmente real (“pocos cuadros” -few frames- según sus propias palabras) y declararon que el resto era una reconstrucción de 22 rollos de película, cada uno de los cuales tenía una duración promedio de unos cuatro minutos y material que Santilli habría visto en 1992 pero que seguidamente se habrían degradado debido a la humedad y al calor. Dijeron que solo unos pocos cuadros del original aún estaban intactos para cuando habían recolectado suficiente dinero como para comprarla. En el documental, Eamonn Holmes repetidamente se refiere a la película como una “falsificación” (fake), mientras que Santilli pacientemente insiste que es una “restauración” (restoration) porque mantenía la idea de que su filme es la reconstrucción de una autopsia real a un alienígena que él habría visto a comienzos de la década de 1990 pero que seguidamente habría sido perdida.
Santilli y Shoefield declararon que ellos habían “restaurado” el cortometraje dañado mediante la filmación de un autopsia simulada sobre un extraterrestre fabricado, basándose en lo que Santiili habría visto en 1992 y entonces agregando unos poco pocos cuadros del filme original que no se habían degradado. No obstante, no se ha identificado cuáles cuadros del cortometraje sería original.
Según Santilli, se construyó un set en la sala de estar de un departamento vacío cerca de Rochester Square, en la localidad londinense de Camden Town. Las habilidades del artista y escultor John Humphreys fueron empleadas para construir dos muñecos de alienígenas durante un período de tres semanas, usando moldes de yeso que contenían encéfalos de oveja embebidos en jalea de frambuesa para disimular sangre, entrañas de pollo y nudillos obtenidos en el mercado mayorista de carne S.C. Crosby de Smithfield
Humphreys también desempeñó el papel del principal “científico” que realizaba el supuesto examen médico, para de esa manera poder controlar los efectos que serían filmados. Tuvieron lugar dos intentos separados de hacer el cortometraje. Después de filmar, el equipo tuvo que destruir la “evidencia”, por lo que se deshicieron de los dos cuerpos cortándolos en pequeñas piezas y distribuyendo sus restos en varios cestos de residuos situados en distintos lugares de la ciudad de Londres.
Supuestos objetos alienígenas recuperados del sitio del accidente de la nave también fueron mostrados en el cortometraje. Estos incluían supuestos símbolos alienígenas y paneles de control adecuados para supuestos seres de seis dedos, sobre los cuales Santilli dice en el documental del canal Sky que se tomó una licencia artística para realizarlos. Estos artefactos también fueron creados por Humphreys. El cortometraje también mostraba a un hombre leyendo una declaración que “comprobaba” su identidad como el camarógrafo original y la fuente de la filmación. Santilli y Shoefield luego admitieron en el documental que habían encontrado a un hombre sin hogar (homeless) en las calles de Los Ángeles lo persuadieron para desempeñar el rol del supuesto cameraman, y lo filmaron en un motel.